# درای‌تاون (کالیفرنیا)
درای‌تاون (به انگلیسی: Drytown) یک منطقهٔ مسکونی در ایالات متحده آمریکا است که در شهرستان آمادور، کالیفرنیا واقع شده‌است. درای‌تاون ۹٫۵۵۱ کیلومتر مربع مساحت و ۱۶۷ نفر جمعیت دارد و ۱۹۷ متر بالاتر از سطح دریا واقع شده‌است.